# Gakido
A Gakido (我羇道) japán visual kei együttes volt, amely 2008-ban alakult. Első fellépésüket 2009. március 25-én tartották, ekkor jelent meg bemutatkozó kislemezük Kúcsú fujú címmel, szerzői kiadásban, 500-as példányszámban. 2009 márciusa és júliusa között havonta jelentettek meg egy-egy kislemezt, ám mivel ezek is korlátozott, 500 darabban jelenetek meg, ezért nem kerülhettek fel az Oricon eladási listájára. 2009-ben Yura kilépett, helyére Yuu került. A hatodik lemezük, a Janderu toki ni utau uta megjelenése után szerződtek a független Dummy Head Records kiadóhoz, ami már 1000-es példányban adta ki lemezeiket.
2010. február 12-én, mikor Oszakából Nagojába utaztak, a Siga prefektúrában található Kóka városában autóbalesetet szenvedtek. A minibusznak kidurrant a bal hátsó kereke, Rito, aki a járművet vezette elvesztette az uralmát felette, majd a gépkocsi átpördült, s közben Shutaro és Piyo kirepült belőle. Utóbbi a fejét ütötte be, s azonnal meghalt. A többi tag és a személyzet kisebb-nagyobb sérülésekkel megúszták: Ritón és Shutarón több sebet össze kellett varrni, Tossy és a személyzet egy tagja súlyos, de nem életveszélyes sérüléseket szenvedtek.
2010 novemberében belépett az együttesbe Kahiro, akivel 2011. január 27-én jelent meg első daluk, a Happymaker. A szám a Gakido egyetlen lemeze, amely felkerült az eladási listákra. 2011. december 11-én Yuu kilépett az együttesből, így öten maradtak. 2013. július 12-én az együttes hivatalos blogján bejelentették, hogy Tossy ki fog lépni a zenekarból annak november 30-i koncertje után, az együttes ezután szüneteltetni fogja tevékenységét.
Az együttes a 2013. november 30-i fellépésük után feloszlott.

## Tagok
Jelenlegi
- Rito (basszusgitár): 2008–2013
- Kahiro (énekes): 2010–2013
- Shutaro (gitáros és énekes): 2008–2013
- Yohya (énekes és néhány számban szájharmonikázik): 2008–2013

Korábbi
- Piyo (énekes) (igazi neve: Jamada Josiaki (山田嘉昭; Hepburn: Yoshiaki Yamada?)): 2008–2010[11] (Tokió, 1982. március 31.–2010. február 12., Kóka)
- Yura (gitáros): 2008–2009
- Yuu (gitáros): 2009–2011
- Tossy (dobos): 2008–2013

## Diszkográfia

### Stúdióalbumok
| 2009                                                        | Icsiren takusó (一蓮托生) - Megjelent: 2009. augusztus 25. - Kiadó: Szerzői (GKD-006) - Formátum: CD | — |
| 2011                                                        | Kotoba (言葉) - Megjelent: 2011. március 15. - Kiadó: Dummy Head (DDCM-1040) - Formátum: CD          | — |
| „—” nem szerepelt listán, vagy nem jelent meg az országban. | |   |

### Válogatásalbumok
| 2013                                                        | Best Album „’s Note” - Megjelent: 2013. február 13. - Kiadó: Dummy Head (DQC-1009) - Formátum: CD | — |
| „—” nem szerepelt listán, vagy nem jelent meg az országban. |                                                                                                   |   |

### Koncertalbumok
| 2012                                                        | Memorial DVD - Megjelent: 2012. augusztus 24. - Kiadó: Dummy Head (DHRD-012/13) - Formátum: DVD                                            | — |
| 2013                                                        | Kizuna: Nanairo no kiszeki (我羇道『絆～七色のキセキ～』) - Megjelent: 2013. október 24. - Kiadó: Dummy Head (DHRD-017/18) - Formátum: DVD | — |
| „—” nem szerepelt listán, vagy nem jelent meg az országban. | |   |

### Kislemezek
| 2009                                                        | Kúcsú fujú (空中浮遊) - Megjelent: 2009. március 25. - Kiadó: Szerzői (GKD-001) - Formátum: CD                                                                         | —   |
| 2009                                                        | Namida (涙) - Megjelent: 2009. április 25. - Kiadó: Szerzői (GKD-002) - Formátum: CD                                                                                   | —   |
| 2009                                                        | Sweet Perfume - Megjelent: 2009. május 25. - Kiadó: Szerzői (GKD-003) - Formátum: CD                                                                                   | —   |
| 2009                                                        | Darling (ダーリン) - Megjelent: 2009. június 25. - Kiadó: Szerzői (GKD-004) - Formátum: CD                                                                             | —   |
| 2009                                                        | Ocsame Pop (おちゃめPOP) - Megjelent: 2009. július 25. - Kiadó: Szerzői (GKD-005) - Formátum: CD                                                                       | —   |
| 2010                                                        | Jandeu toki ni utau uta (病んでる時に唄う歌) - Megjelent: 2010. január 27. / 2011. január 19. - Kiadó: Szerzői (GKD-007) / Dummy Head (DHRC-033) - Formátum: CD (+DVD) | —   |
| 2010                                                        | Mó nakanaito szora ni csikatta hi (もう泣かないと空に誓った日) - Megjelent: 2010. augusztus 4. - Kiadó: Dummy Head (DDCM-1037) - Formátum: CD (+DVD)                   | —   |
| 2011                                                        | Happymaker - Megjelent: 2011. január 27. - Kiadó: Dummy Head (DDCM-1039) - Formátum: CD (+DVD)                                                                         | 175 |
| 2011                                                        | Zerosiki (零式) - Megjelent: 2011. október 19. - Kiadó: Dummy Head (DHRC-035) - Formátum: CD                                                                           | —   |
| 2011                                                        | White Novels - Megjelent: 2011. november 16. - Kiadó: Dummy Head (DHRC-036) - Formátum: CD                                                                             | —   |
| 2012                                                        | Kimi ni hicujóna uta (君に必要な歌) - Megjelent: 2012. május 9. - Kiadó: Dummy Head (DQC-879) - Formátum: CD (+DVD)                                                    | —   |
| 2012                                                        | Dokugan (独眼) - Megjelent: 2012. május 9. - Kiadó: Dummy Head (DQC-880) - Formátum: CD (+DVD)                                                                         | —   |
| 2013                                                        | Namida kareru made naite mo ii deszu ka? (涙枯れるまで泣いてもいいですか？) - Megjelent: 2013. április 24. - Kiadó: Dummy Head (DQC-1035) - Formátum: CD (+DVD)        | —   |
| „—” nem szerepelt listán, vagy nem jelent meg az országban. | |     |